# Nazionale maschile di calcio del Turkmenistan
La nazionale di calcio del Turkmenistan (Türkmenistanyň Milli Futbol Ýygyndysy) è la squadra calcistica che rappresenta il Turkmenistan ed è posta sotto l'egida della Federazione calcistica del Turkmenistan.
Conta due partecipazioni alla fase finale della Coppa d'Asia, nel 2004 e 2019, dove è stata eliminata in entrambe le edizioni al primo turno.
Nella classifica mondiale della FIFA, istituita nell'agosto 1993, vanta quale miglior piazzamento l'86º posto nell'aprile 2004. All'aprile 2021 occupa il 130º posto della graduatoria.

## Storia
Dopo la dissoluzione dell'URSS venne creata la nazionale di calcio della Comunità degli Stati Indipendenti che rappresentava l'omonima confederazione di cui Il Turkmenistan fa parte tuttora. Tale nazionale, però, partecipò solo al campionato europeo di calcio 1992, dopodiché ogni nazione che aderiva alla CSI creò la propria nazionale.
Dopo la dichiarazione di indipendenza del Turkmenistan dall'Unione Sovietica, riconosciuta il 26 dicembre 1991, la nazionale maggiore turkmena esordì perdendo per 1-0 il 1º giugno 1992 ad Almaty contro il Kazakistan, anch'esso all'esordio assoluto, in una gara valida per la Coppa dell'Asia Centrale 1992, alla quale parteciparono anche le rappresentative di Uzbekistan, Kirghizistan e Tagikistan. Il Turkmenistan, poi, chiuse il torneo con un ottimo terzo posto, dietro i più quotati Kazakistan e Uzbekistan.
Nel 1994 la federazione turkmena aderì alla FIFA e all'AFC e nell'aprile dello stesso anno la nazionale turkmena prese parte alla seconda edizione della Coppa dell'Asia Centrale in Uzbekistan, nella quale si classificò seconda. Nel 1997 il Turkmenistan aderì assieme alle altre quattro nazionali dell'Asia centrale alla CSAFF.
Nel 2003 il Turkmenistan riuscì a qualificarsi alla fase finale della Coppa d'Asia 2004 grazie al primo posto nel girone con Emirati Arabi Uniti, Siria e Sri Lanka. Nell'aprile 2004 raggiunse l'86º posto nel ranking FIFA, miglior piazzamento nella storia della nazionale turkmena nella graduatoria. Nel dicembre di quell'anno, nell'andata del turno preliminare di qualificazione AFC al campionato del mondo 2006, il Turkmenistan batté per 11-0 l'Afghanistan ad Aşgabat con triplette di Begenç Kuliýew e Rejepmyrat Agabaýew, doppietta di Guwançmuhammet Owekow e gol di Nazar Baýramow, Omar Berdiýew e Didarklyç Urazow. Nella partita di ritorno vinse per 0-2 con doppietta di Begenç Kuliýew. Nello stesso mese raggiunse il 99º posto nel ranking FIFA. Nella fase finale della Coppa d'Asia, che si svolse in Cina, la compagine turkmena fu inserita in un raggruppamento Uzbekistan, Arabia Saudita e Iraq. Dopo due sconfitte e un pareggio (contro i sauditi) fu eliminata al primo turno.
Nel febbraio 2010 fu ingaggiato l'allenatore Ýazguly Hojageldyýew, già alla guida dell'HTTU Aşgabat. Impegnata nella AFC Challenge Cup 2010 in Sri Lanka, la squadra riuscì a raggiungere per la prima volta la finale del torneo, che perse contro la Corea del Nord ai tiri di rigore. Nello stesso anno il turkmeno Gurban Berdiýew, allenatore del Rubin, fu chiamato a guidare la nazionale.
Nel marzo 2011 il Turkmenistan, battendo Pakistan e Taiwan, ebbe accesso al turno finale di qualificazione all'AFC Challenge Cup 2012, dove affrontò in uno spareggio l'India a Kuala Lumpur e la eliminò. Nell'estate del 2011, al secondo turno delle qualificazioni AFC al campionato del mondo 2014, affrontò l'Indonesia. Dopo il pareggio per 1-1 ad Aşgabat, fu l'Indonesia a prevalere, vincendo per 4-3 a Giacarta.

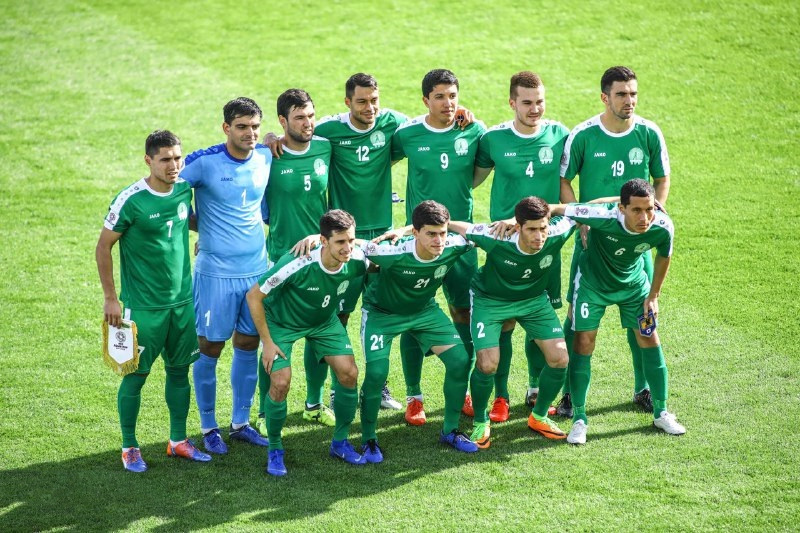
Il Turkmenistan nel match di Coppa d'Asia 2019 contro il

Nel gennaio del 2012 la squadra effettuò un ritiro in Turchia per prepararsi alla AFC Challenge Cup 2012. Il 27 gennaio Ýazguly Hojageldyýew guidò i suoi in un'amichevole contro la Romania, conclusasi con una sconfitta per 4-0 a Belek. Nel marzo 2012 la squadra si recò Katmandu per partecipare alla AFC Challenge Cup 2012. Sconfisse i padroni di casa del Nepal per 3-0 e le Maldive per 3-1 e pareggiò a reti inviolate contro la Palestina. Ammesso alla semifinale, sconfisse per 2-1 le Filippine, ma, come nell'edizione precedente del torneo, perse la finale contro la Corea del Nord, stavolta per 1-2. Nell'ottobre 2012 ottenne il secondo posto nella VFF Cup, sconfiggendo Vietnam e Laos, per poi perdere per 0-4 la finale contro una selezione universitaria sudcoreana.
Il 23 marzo 2013 la squadra sconfisse per 7-0 la Cambogia, al Rizal Memorial Stadium di Manila, alla prima giornata del girone di qualificazione all'AFC Challenge Cup. Alla seconda giornata al Turkmenistan fu assegnata la vittoria per 3-0 a tavolino contro il Brunei, ritiratosi dal torneo il 20 marzo. All'ultima giornata il Turkmenistan perse per 1-0 contro le Filippine, ma riuscì ad accedere alla fase finale della competizione risultando la seconda migliore seconda classificata nei gironi, dopo il Laos.
Nel gennaio 2014 assunse la guida della nazionale il rientrante Rahym Kurbanmämmedow. Alla AFC Challenge Cup 2014 la squadra fu eliminata nella fase a gironi, perdendo quindi la possibilità di qualificarsi alla Coppa d'Asia 2015. Nel giugno 2014 l'intero staff tecnico, compreso l'allenatore, fu dunque sollevato dall'incarico. Nel 2015 il Turkmenistan fu tra i fondatori della neocostituita CAFF.
Nel marzo 2018 la nazionale turkmena si qualificò alla fase finale della Coppa d'Asia 2019 classificandosi seconda nel gruppo 5 del terzo turno delle eliminatorie AFC, dietro al Bahrein. Nel girone della fase finale si piazzò ultimo, avendo perso contro Giappone (3-2), Uzbekistan (4-0) e Oman (3-1). Nelle qualificazioni al Mondiale di calcio 2022 AFC, la nazionale arriva terza, a 9 punti, a un solo punto dal Libano secondo. Nel 2023 la nazionale turkmena ha partecipato alla prima edizione della CAFA Nations Cup.

## Commissari tecnici

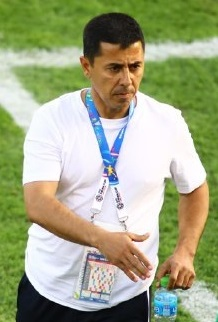
Ýazguly Berdymuhammedowiç Hojageldyýew

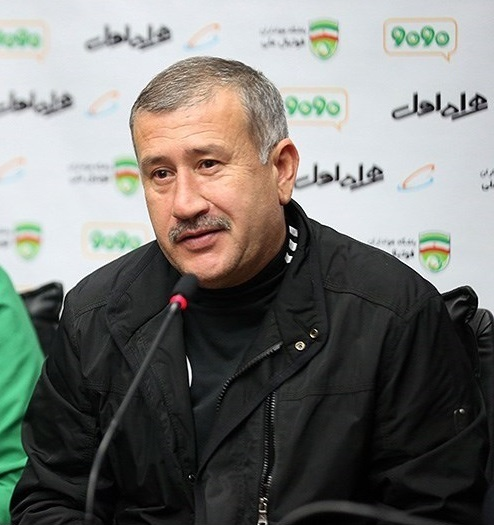
Amangylyç Owezoviç Koçumow

| Commissario tecnico  | dal           | al            |
| -------------------- | ------------- | ------------- |
| Baýram Durdyýew      | giugno 1992   | 1996          |
| Guja Gugushvili      | 1996          | 1997          |
| Täçmyrat Agamyradow  | 1997          | 1998          |
| Viktor Požečevs'kyj  | 1998          | 1999          |
| Gurban Berdiýew      | 1999          | 1999          |
| Röwşen Muhadow       | 1999          | 2000          |
| Täçmyrat Agamyradow  | 2000          | 2001          |
| Volodymyr Bezsonov   | ottobre 2002  | 2003          |
| Rahym Gurbanmämmedow | 2003          | novembre 2004 |
| Boris Grigorýans     | 2005          | 2005          |
| Amangylyç Goçumow    | 2005          | 2006          |
| Rahym Gurbanmämmedow | 2007          | marzo 2009    |
| Boris Grigorýans     | aprile 2009   | gennaio 2010  |
| Ýazguly Hojageldyýew | febbraio 2010 | gennaio 2014  |
| Rahym Gurbanmämmedow | febbraio 2014 | giugno 2014   |
| Amangylyç Koçumow    | maggio 2015   | dicembre 2016 |
| Ýazguly Hojageldyýew | gennaio 2017  | febbraio 2019 |
| Ante Miše            | marzo 2019    | marzo 2020    |

## Partecipazioni ai tornei internazionali

### Campionato mondiale
| Anno | Luogo                          | Piazzamento      | V | N | P | Gol |
| ---- | ------------------------------ | ---------------- | - | - | - | --- |
| 1994 | Stati Uniti                    | Non partecipante | - | - | - | -   |
| 1998 | Francia                        | Non qualificata  | - | - | - | -   |
| 2002 | Giappone / Corea del Sud       | Non qualificata  | - | - | - | -   |
| 2006 | Germania                       | Non qualificata  | - | - | - | -   |
| 2010 | Sudafrica                      | Non qualificata  | - | - | - | -   |
| 2014 | Brasile                        | Non qualificata  | - | - | - | -   |
| 2018 | Russia                         | Non qualificata  | - | - | - | -   |
| 2022 | Qatar                          | Non qualificata  | - | - | - | -   |
| 2026 | Canada / Stati Uniti / Messico | Non qualificata  | - | - | - | -   |

### Coppa d'Asia
| Anno | Luogo                                   | Piazzamento     | V | N | P | Gol  |
| ---- | --------------------------------------- | --------------- | - | - | - | ---- |
| 1996 | Emirati Arabi Uniti                     | Non qualificata | - | - | - | -    |
| 2000 | Libano                                  | Non qualificata | - | - | - | -    |
| 2004 | Cina                                    | Primo turno     | 0 | 1 | 2 | 4:6  |
| 2007 | Indonesia/ Malaysia Thailandia/ Vietnam | Non qualificata | - | - | - | -    |
| 2011 | Qatar                                   | Non qualificata | - | - | - | -    |
| 2015 | Australia                               | Non qualificata | - | - | - | -    |
| 2019 | Emirati Arabi Uniti                     | Primo turno     | 0 | 0 | 3 | 3:10 |
| 2023 | Qatar                                   | Non qualificata | - | - | - | -    |

### AFC Challenge Cup
- 2006 - Non partecipante
- 2008 - Primo turno
- 2010 - Secondo posto
- 2012 - Secondo posto
- 2014 - Primo turno

## Rosa attuale
Lista dei giocatori convocati per le sfide contro Corea del Sud e Libano, valevoli per le qualificazioni al campionato mondiale di calcio 2022
Presenze, reti e numerazione aggiornate al 9 giugno 2021.
| 1  | P | Batyr Babaýew                 | 21 agosto 1991    | 1  | 0  | Nebitçi Topary   |  |  |
| 22 | P | Rasul Çaryýew                 | 30 settembre 1999 | 2  | 0  | Ahal             |  |  |
|    |   |                               |                   |    |    |                  |  |  |
| 2  | D | Zafar Babajanow               | 9 febbraio 1987   | 12 | 1  | Altyn Asyr       |  |  |
| 3  | D | Güýçmyrat Annagulyýew         | 10 giugno 1996    | 7  | 2  | Altyn Asyr       |  |  |
| 4  | D | Mekan Saparow                 | 22 aprile 1994    | 29 | 1  | Altyn Asyr       |  |  |
| 5  | D | Wezirgeldi Ylýasow            | 18 gennaio 1992   | 10 | 0  | Altyn Asyr       |  |  |
|    |   |                               |                   |    |    |                  |  |  |
| 6  | C | Gurbangeldi Batyrow           | 28 luglio 1988    | 12 | 1  | Altyn Asyr       |  |  |
| 7  | C | Arslanmyrat Amanow (capitano) | 28 marzo 1990     | 49 | 13 | So'g'diyona      |  |  |
| 8  | C | Yhlas Saparmämmedow           | 25 febbraio 1997  | 2  | 0  | Köpetdag Aşgabat |  |  |
| 9  | C | Myrat Annaýew                 | 6 maggio 1993     | 7  | 0  | Altyn Asyr       |  |  |
| 10 | C | Elman Tagaýew                 | 2 giugno 1989     | 8  | 1  | Ahal             |  |  |
| 11 | C | Ilýa Tamurkin                 | 9 maggio 1989     | 11 | 0  | Ahal             |  |  |
| 14 | C | Begençmyrat Myradow           | 9 agosto 2001     | 2  | 0  | Altyn Asyr       |  |  |
| 18 | C | Furkat Tursunow               | 5 febbraio 1991   | 3  | 0  | Altyn Asyr       |  |  |
| 19 | C | Ahmet Ataýew                  | 19 settembre 1990 | 28 | 1  | Altyn Asyr       |  |  |
| 20 | C | Begmyrat Baýow                | 5 luglio 1998     | 0  | 0  | Altyn Asyr       |  |  |
| 21 | C | Röwşengeldi Halmämmedow       | 7 ottobre 1997    | 2  | 0  | Altyn Asyr       |  |  |
| 27 | C | Welmyrat Ballakow             | 4 aprile 1999     | 2  | 0  | Altyn Asyr       |  |  |
| 32 | C | Berdimyrat Rejepow            | 19 giugno 1995    | 2  | 0  | Altyn Asyr       |  |  |
|    |   |                               |                   |    |    |                  |  |  |
| 13 | A | Mihail Titow                  | 18 ottobre 1997   | 7  | 1  | Altyn Asyr       |  |  |
| 15 | A | Rahman Myratberdiýew          | 31 ottobre 2001   | 2  | 0  | Altyn Asyr       |  |  |
| 17 | A | Altymyrat Annadurdyýew        | 13 aprile 1993    | 22 | 7  | Altyn Asyr       |  |  |

## Tutte le rose

### Coppa d'Asia
Coppa d'Asia 20041 Naboýçenko, 2 Kerimow, 3 Goçgulyýew, 4 Rejepow, 5 Durdyýew, 6 Mingazow, 7 Nazarow, 8 Mirzoýew, 9 Urazow, 10 Krendelew, 11 Öwekow, 12 Saparow, 13 O. Berdiýew, 14 B. Berdiýew, 15 Kulyýew, 16 W. Baýramow, 17 N. Baýramow, 18 Zemskow, 19 Alikperow, 20 Meredow, 21 Bagdasarýan, 22 Harçik, CT: Gurbanmämmedow
Coppa d'Asia 20191 Orazmuhammedow, 2 Babajanow, 3 Annagulyýew, 4 Saparow, 5 Ylýasow, 6 Batyrow, 7 Amanow, 8 Mingazow, 9 Orazsähedow, 10 Muhadow, 11 Ýagşyýew, 12 Annaorazow, 13 Gurbanow, 14 Tamurkin, 15 Titow, 16 Babaýew, 17 Annadurdyýew, 18 Geldiýew, 19 Ataýew, 20 Annaýew, 21 Hojaýew, 22 Gorbunow, 23 Orazalyýew, CT: Hojageldyýew